# WILL (jealkbの曲)
「WILL」（ウィル）は、日本のヴィジュアル系ロックバンド、jealkbのメジャー5thシングル。2009年8月5日発売。発売元はjkb records/R and C Ltd.。

## 収録曲
1. WILL（ウィル）
  - 作詞:haderu / 作曲:elsa

TBS系テレビ全国ネット 2010年8月～9月度の「クイズ☆タレント名鑑」エンディング・テーマ。
2. 堕落（だらく）
  - 作詞:haderu & elsa / 作曲:elsa